# Ободриты

Ободриты на карте Франкского государства

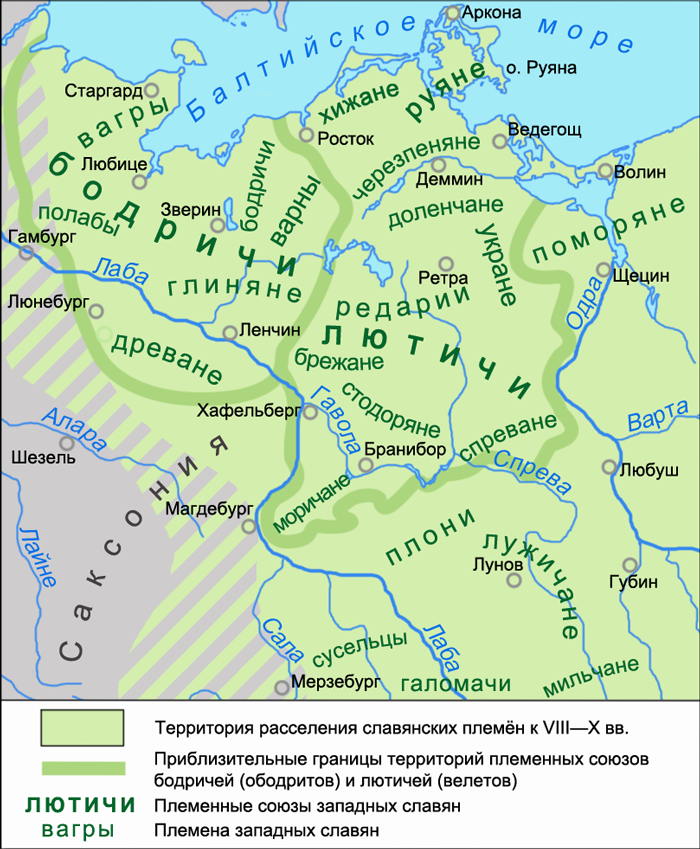
Территории расселения в VIII—X веках полабских славян

Ободри́ты (бо́дричи, абодри́ты) — средневековый союз славянских племён, относящихся к полабским славянам.
Местность проживания — нижнее течение Эльбы (Лабы), запад современного Мекленбурга, восточная часть земли Шлезвиг-Гольштейн и северо-восточная часть современной Нижней Саксонии (области, восточнее города Люнебург — Вендланд, район Люхов-Данненберг), где проживали древане. Предположительно среди языков были распространены нижнелужицкий, вымершие полабский и словинский языки.

## История

Племя ререгов на карте

В VII—XII вв. союз ободритов представлял собой конфедерацию, возглавлявшуюся племенем ререгов.
Столица ободритов Велиград (Wiligrad), известная под немецким названием Мекленбург (Michelenburg), упоминается под 965 годом в сочинении арабского автора Ибрагима ибн Якуба. По описанию современников, Велиград (лат. Magnopolis) имел окружность около 20 вёрст и поэтому был защищён не стеной, а тремя замками, два из которых были расположены в крайних точках города, тогда как третий служил резиденцией великих князей ободритов.
В конце XI — начале XII веков резиденцией ободритской династии Наконидов являлась пограничная крепость Любице (Старый Любек).
Столицей племени вагров являлся Старгард, после завоевания переименованный в Ольденбург, столицей полабов — Ратибор (Ратценбург).
Прочими конфедератами в разные времена являлись: глиняне, смолинцы, древане и др.
Важные населённые пункты: Илов (Нойбург), Зверин (Шверин), Добин (Добин-ам-Зе).

## Ободриты при Каролингах
Во время правления у франков Карла Великого ободриты воевали на его стороне против лютичей и саксов. По приказу Карла дружины вассальных славянских князей приняли участие в растянувшемся на три десятилетия покорении франками Саксонии. Одного ободритского короля по имени Витцин (возможно, Вышан) саксы убили, заманив в засаду где-то в верховьях Эльбы. Его преемник Дражко (Траско, Драговит) в 798 г. нанёс саксам ощутимое поражение, после которого последовало их очередное примирение с Карлом Великим. Но позже ободриты восстали против своего короля и ему пришлось бежать из страны. Усилившиеся в начале IX века датчане в 808 году выступили против Каролингов и их союзников. Готфрид Датский взял штурмом Рерик, пленил и повесил князя Годлава (Годслава, Готлейба, или Годелейба), разрушил сам город, а большее число жителей (ремесленников и торговцев) переселил в Хедебю.
Затем датчане дважды нанесли поражение Дражко, и Готфрид обложил племя ободритов данью. После смерти Дражко (810 год) и Готфрида при князе Славомире ободриты отбились от датчан и восстановили союз с Каролингами.
К IX веку среди ободритского населения усиливается социальное расслоение, формируется собственная феодальная элита, которая заимствует материальную культуру у немецкой знати, которая несла с собой то, что франки усвоили на юге — в бывшем Риме. В это же время появляются первые христианские миссии. Первым принял христианство князь Славомир в 821 году, однако окончательное крещение ободритов произошло гораздо позже, только в XII веке.

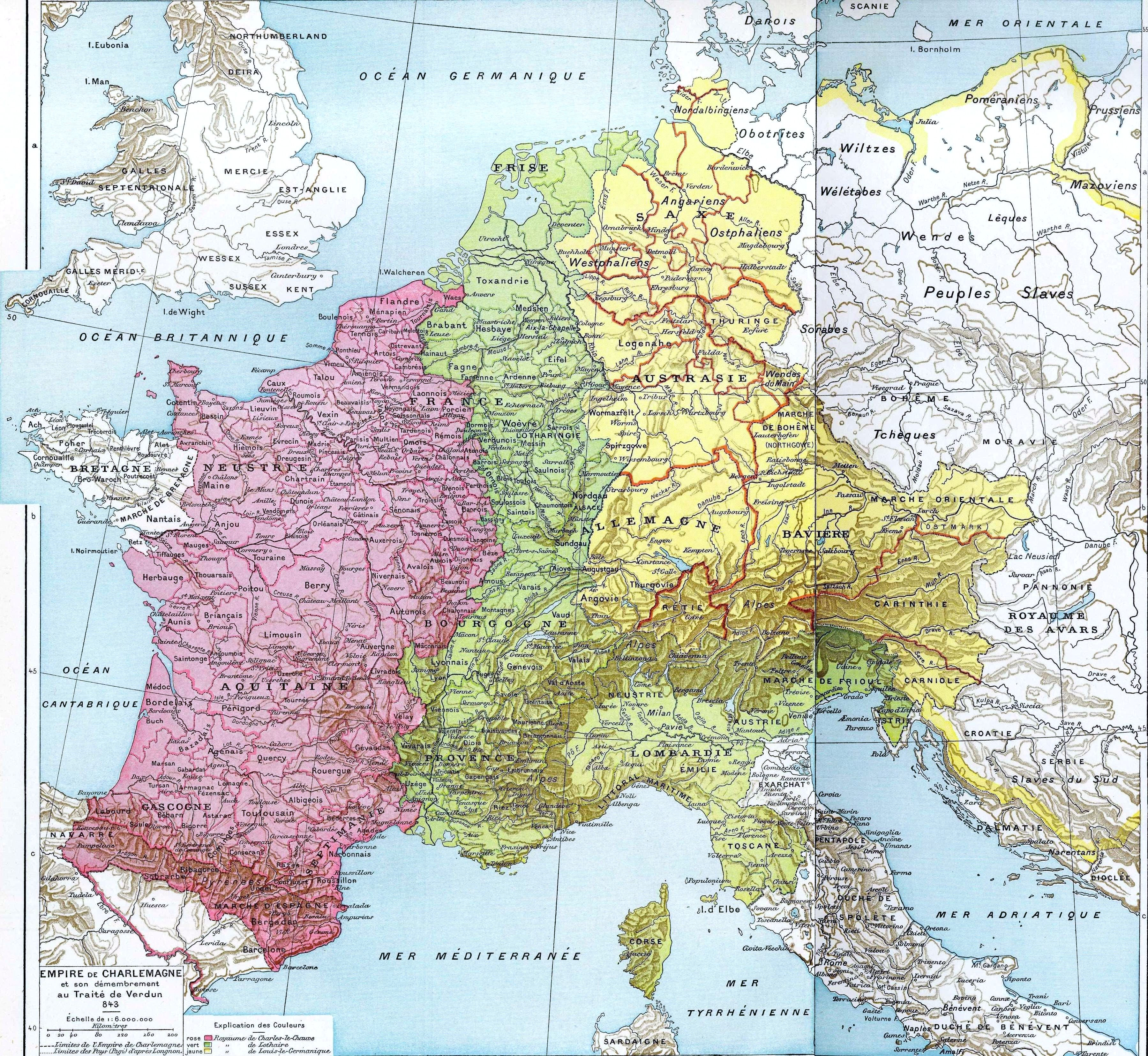
Ободриты на карте раздела Франкской империи по Верденскому договору 843 г.

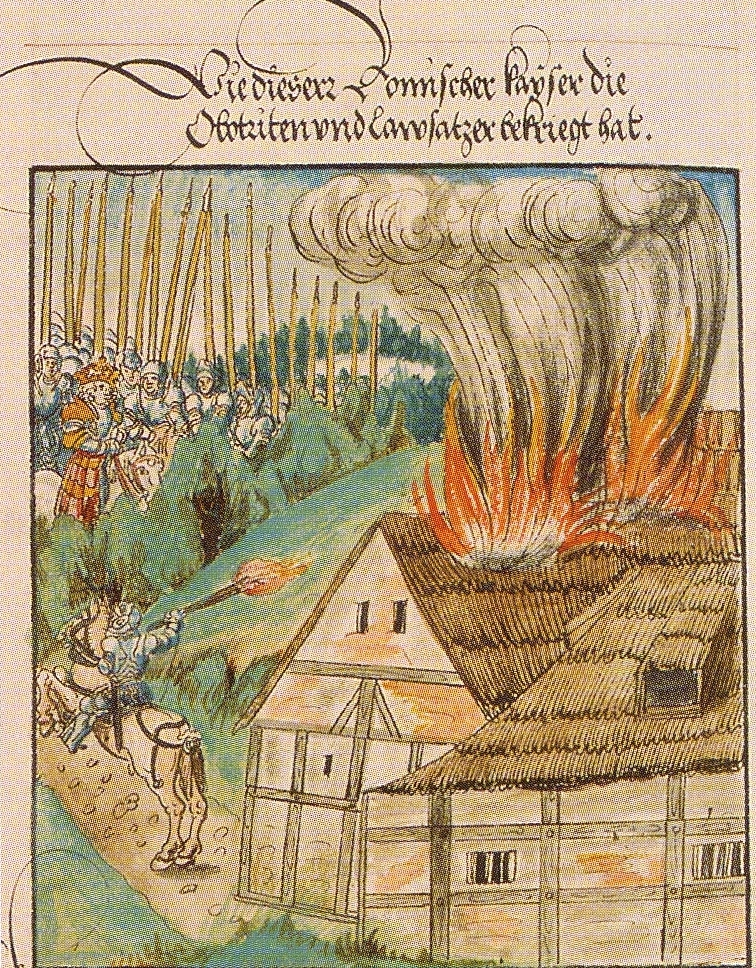
Сожжение Оттоном III славянского селения в Мекленбурге. Иллюстрация из «Саксонской хроники» Георга Спалатина. Виттенберг, 1530—1535 гг.

С середины IX века ободриты ведут с немцами постоянные войны, которые идут с переменным успехом. Вот хронология некоторых конфликтов между ними в царствование Людовика, собранная из разных немецких источников:
- 844 — «Хлудовик пошёл войной на ободритов, которые замышляли измену, и подчинил их. Король этого народа Гостомысл погиб, и Хлудовик велел эту страну и её народ, которые по воле божьей подчинились ему, передать под управление герцога»[11]
- 844 — «Людовик, король германцев, атаковав народы и земли славян, принудил тех самых к сдаче, перебил их, всех почти тех краёв царьков или силой или влиянием подчинил»[12].
- 844 — «В том же году король Людовик выступил с войском против вендов. И там погиб один из их королей по имени Гостимусл, остальные же [короли] пришли к нему и принесли клятву верности. Когда он ушёл, они тотчас нарушили её»[13].
- 845 — «король Людовик, собрав большое войско, отправился в поход против вендов. Когда язычники узнали об этом, они, со своей стороны, отправили в Саксонию послов, и преподнесли ему дары и передали ему заложников и просили о мире. И тот предоставил мир и вернулся в Саксонию»[13].
- 846 — «Людовик, король германцев, выступив против славян, вернулся настолько же напуганный внутренней борьбой своих, насколько победой врагов»[12].
- 847 — «Войска Людовика, короля германцев, так счастливо сражаются против славян, что упущенное годом ранее, было обретено вновь»[12].
- 848 — «Славяне, ворвавшись как враги в королевство Людовика, во имя Христа были им покорены»[12].
- 849 — «Людовик, король германцев, во время болезни, отправил против славян своё войско; которое постыдно бежав, так как из—за отсутствия предводителя ему был нанесён ущерб, испытало поражение и бегство»[12].
- 851 — «Король Людовик разорил и подчинил своей власти почти всех славян»[12].
- 856 — «Людовика, короля германцев; в то время как он довольно давно был занят походом против славян, где и лишился большей части своего войска»[12].
- 858 — «Людовик отправил своего сына Людовика с большим войском против ободритов»[14].
- 862 — «В том же году король повёл войско против ободритов и вынудил их герцога Табомысла, который поднял мятеж, подчиниться ему. А затем велел ему выдать вместе с прочими заложниками своего сына»[15].
- 863 — «Король Людовик созвал собрание народа сначала в Вормсе и после этого в Майнце, и туда пришел к нему Лотарь; они намеревались совершить военный поход против славян, что после этого и сделали. Но он оказался неудачным»[13].

## Государство Наконидов

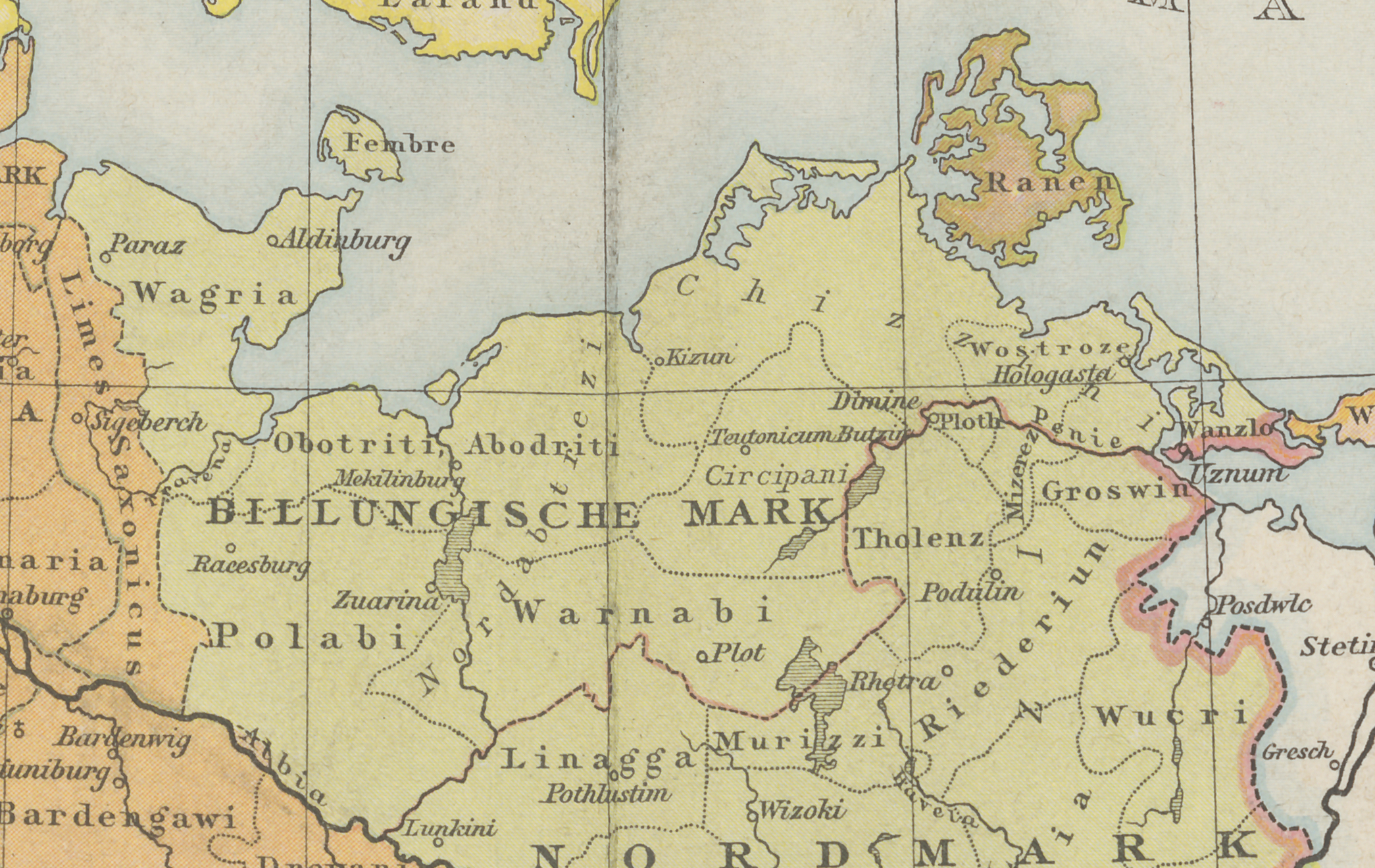
Владения Наконидов около 1000 года

После распада империи Каролингов ободриты попадают в зону влияния Восточно-франкского (Германского) королевства. Вассальную зависимость от которого они прекращают в 930-е годы.
В 990-е годы князь Мстивой I, заключив союз с датским конунгом Харальдом Синезубым и женившись на его дочери, начал создавать политические предпосылки для объединения венедского княжества, в которое, помимо ободритов, входили бы и племена лютичей — давних соперников и врагов ободритов.
Это государственное образование возглавил князь Годеслав (Godescalcus, Готшалк, или Годлейб) из рода Наконидов, внук Мстивоя, который в 1043 году занял ободритский престол и начал содействовать христианизации страны. Однако в 1066 году против Годеслава/Готшалка поднялось языческое восстание и он был убит. А его резиденция Любица была разрушена язычниками. Воспользовавшись антихристианскими настроениями, власть захватил языческий король Круто (правитель Рюгена/Руяны). Сын Годеслава/Готшалка Генрих в 1090 году смог вернуть власть Наконидам (Биллунгам). В это время ободриты ведут многочисленные войны с немцами, в ходе которых часто ходят в немецкие земли. Они неоднократно сжигают Гамбург и немецкий Любек (основанный недалеко от бывшей ободритской крепости Любица.)
Наибольшего развития самостоятельное государство ободритов достигло при Прибыславе I (около 1135—1146) и Никлоте (около 1135—1160). Несмотря на стойкое сопротивление Никлота, немцы упорно пытаются наступать. Сам Никлот погибает в августе 1160 года, лично участвуя в атаке на немецкий обоз (а тогда ему было уже 70 лет). После гибели одного из сыновей Никлота — Вертислава второй его сын Прибыслав II (1160—1178) решает пойти на мировую с немцами и присягает Генриху Льву. Он-то и становится основателем мекленбургской княжеской и герцогской династии, которая правила своими землями до 1918 года. С этих пор земли ободритов окончательно попадают в состав Священной Римской империи. Сами ободриты, вслед за своей знатью, постепенно онемечиваются. Славянский язык окончательно перестаёт звучать в их землях в конце XVIII — начале XIX веков. (см. полабский язык)

## Ассимиляция

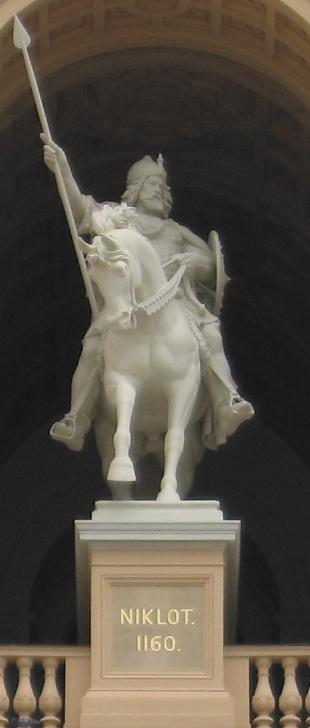
Памятник князю Никлоту — родоначальнику Мекленбургского дома (Шверинский дворец). Скульптор Кристиан Геншов.

На землях бодричей возникло герцогство Мекленбург, встроенное в структуру Священной Римской империи. Подобно онемечиванию Померанского дома на востоке, славянская династия Никлотингов/Никлотичей переродилась в типичных немецких феодалов (см. Мекленбургский дом).
К середине XII века саксонский правитель Генрих Лев из рода Вельфов и бранденбургский маркграф Альбрехт Медведь из рода Асканиев включили вендские территории в свои государства.
В XII веке, после многочисленных и продолжительных войн с христианскими немецкими феодалами и рыцарями-крестоносцами, Северное Полабье, включая земли бодричей и лютичей влилось в состав Священной Римской империи. На славянских землях было организовано множество различных уделов. Включая Мекленбургскую марку, впоследствии Великое Герцогство Мекленбург, которым, вплоть до 1918 года правили потомки славянского князя Никлота (Никлотинги, Великие Герцоги Мекленбургские). После присоединения этих земель к империи начался процесс христианизации и постепенного «онемечивания» и ассимиляции ободритов.
Полабский славянский язык постепенно вытесняется немецким, особенно в городах, где делопроизводство требовало письменного немецкого. Полабский задерживается в городах в определённых социально-профессиональных маргинальных группах, например у рыбаков. На острове Рюген полабский исчезает к XV в., а в регионе Вендланд дравено-полабский диалект просуществовал до начала XIX века.

## Генеалогические связи ободритских князей
Родоначальником основного княжеского (велико герцогского) рода бодричей мекленбургская традиция называет Вышеслава сына Гензериха — короля Вандалов. Вышеслав считается первым королём Вендов и Ободритов, по подсчётам Иоганна Фридриха Хемница (XVII век) правил 16 лет и умер в 700 г. Был женат на Адолле, принцессе саксонской, от брака с которой родились дочь Саллинга (вышла за князя лангобардов) и сын Аларик — второй король Вендов и Ободритов. Далее по Хемницу правили Альберик, Иоганн, Радагаст, Вышеслав, Оритберт I, Оритберт II и Вицислав. При этом власть переходила от отца к сыну. Историчность первых восьми королей в большинстве случаев не подтверждается другими сохранившимися источниками, хотя некоторые эпические персонажи соседних народов возможно соответствуют отдельным представителям ранней династии Вендов и Ободритов. Саксон Грамматик в своих «Деяниях данов» упоминает Радбарда — конунга Гардарики (Руси), сюжеты о котором перекликаются со сведениями о королях Оритберте I и Оритберте II. По Хемницу имя «Оритберт» заимствовано у лангобардов (матерью Оритберта I называется дочь короля лангобардов). Девятый король Вицислав упомянут в ряде раннесредневековых источников (Витсан, Витсаб, Витсин) из которых известно и время его смерти — 795 или 798 г. У Вицислава было трое сыновей — Драговид (Дражко), Славомир и Годелайб (Годлав). Сын Драговида — Челодраг (или Цеодраг) умер в 830 г. Сыновья Челодрага — Гостомысл и Добемысл, были последними королями основной ветви правящего рода, и после смерти Добемысла в 861 г. королевство перешло к удельным князьям бодричей. Королём стал Мстивой I из рода Биллунгов, правивший бодричами 23 года и умерший в 865 или 869 г. Родоначальником Биллунгов считается младший сын Оритберта I — Биллунг I, удельный князь бодричей, княживший до 765 г. Биллунг II, сын Биллунга I, правил 33 года и умер в 798 г. Затем у бодричей княжили последовательно сыновья Биллунга II — Мечислав (13 лет) и Радагаст (до 840 или 842 г.), затем сын Радагаста — Мстивой I, который в 861 г. стал королём Вендов и Ободритов.
В родословных, записанных в эпоху средневековья, сообщается о многочисленных родственных связях вендско-ободритских князей, но многие сведения не подтверждены прочими источниками. Из ранних королей Аларик был женат на принцессе бургундов, Иоганн — на норвежской принцессе, Радагаст — на гранадской (то есть испанской), Альберик и Оритберт I — на сарматских (польских), Оритберт II — на англосаксонской, король Вицислав и князь Мечислав Ободритский — на русских и литовских. Более поздние ободритские короли и великие герцоги Мекленбурга известны по большому числу разных источников.
Жена Ярослава Мудрого — Ингегерда (св. Анна Новгородская) была дочерью шведской королевы Эстрид, которая до замужества была ободритской княжной.
Мать Эрика Померанского (Богуслава) — короля Норвегии, Дании и Швеции, а также первого короля возглавившего Кальмарскую унию (объединявшую в средневековье Данию, Швецию, Норвегию, Исландию и даже Гренландию) — Мария Мекленбург-Шверинская, была представительницей Мекленбургского дома.
Великий герцог Мекленбургский Карл Леопольд некоторое время был женат на племяннице императора Петра I, дочери Ивана V, Екатерине.
Софья Шарлотта (1744—1818) принцесса Мекленбург-Стрелицкая, родившаяся в городке Миров, выйдя замуж за английского короля Георга III, и будучи сама коронована, родила 15 детей и стала бабушкой знаменитой английской королевы Виктории.
А уже в XIX веке Георг, герцог Мекленбург-Стрелицкий был женат на русской великой княгине и состоял на военной службе в Российской империи в чине генерал-майора.
Мария Павловна, герцогиня Мекленбург-Шверинская (1854—1920) (урождённая Мария Александра Элизабета) вышла замуж за русского великого князя Владимира Александровича (1847—1909) и стала русской великой княгиней.
В начале XVIII столетия, но фоне укрепления русско-мекленбургских взаимоотношений, сложилась историческая традиция, выводящая происхождение князя Рюрика, основателя Древнерусского государства, от князя ободритов Годлиба (Годелайва), убитого в 808 году данами. После его смерти сыновья Годлиба (Рюрик, Сивар и Трувор) потеряли надежду получить власть и отправились в восточные земли. Первые сведения этого рода были опубликованы в 1708 году Иоганном Хюбнером, которые ссылался на некий манускрипт 1418 года. Обычно эти сведения считаются малодостоверными.
Ксантенские анналы, которые писались современниками событий, упоминают Рорика как князя вендов под 845 годом, на следующий год после гибели князя Гостимусла. Ксантенские анналы сохранились в трёх рукописях. Старейшая из них — кодекс Tiberius CXI из Коттоновской коллекции Британской библиотеки в Лондоне. Этот кодекс составлен в XV веке в Утрехте из остатков различных, возможно уже сильно повреждённых к тому времени рукописей и содержит материалы исторического характера. На основе данных палеографии делается вывод, что дошедший до нас текст Ксантенских анналов был скопирован в XI веке.